# Gameover ZeuS
Gameover ZeuS — троянская программа, сделанная с целью кражи банковских данных и основанная на другом трояне ZeuS. Была создана российским хакером Евгением Михайловичем Богачёвым в 2014 году. В отличие от ZeuS, новый троян использует зашифрованную систему одноранговой системы для связи между своими узлами и серверами управления и контроля, что снижает его уязвимость. Когда этот вирус заражает устройство, он устанавливает соединение с сервером, после чего он даже может сделать заражённую систему непригодной для пользования. У Gameover ZeuS есть собственный ботнет.
Gameover ZeuS также использовался для распространения другой вредоносной программы — CryptoLocker.

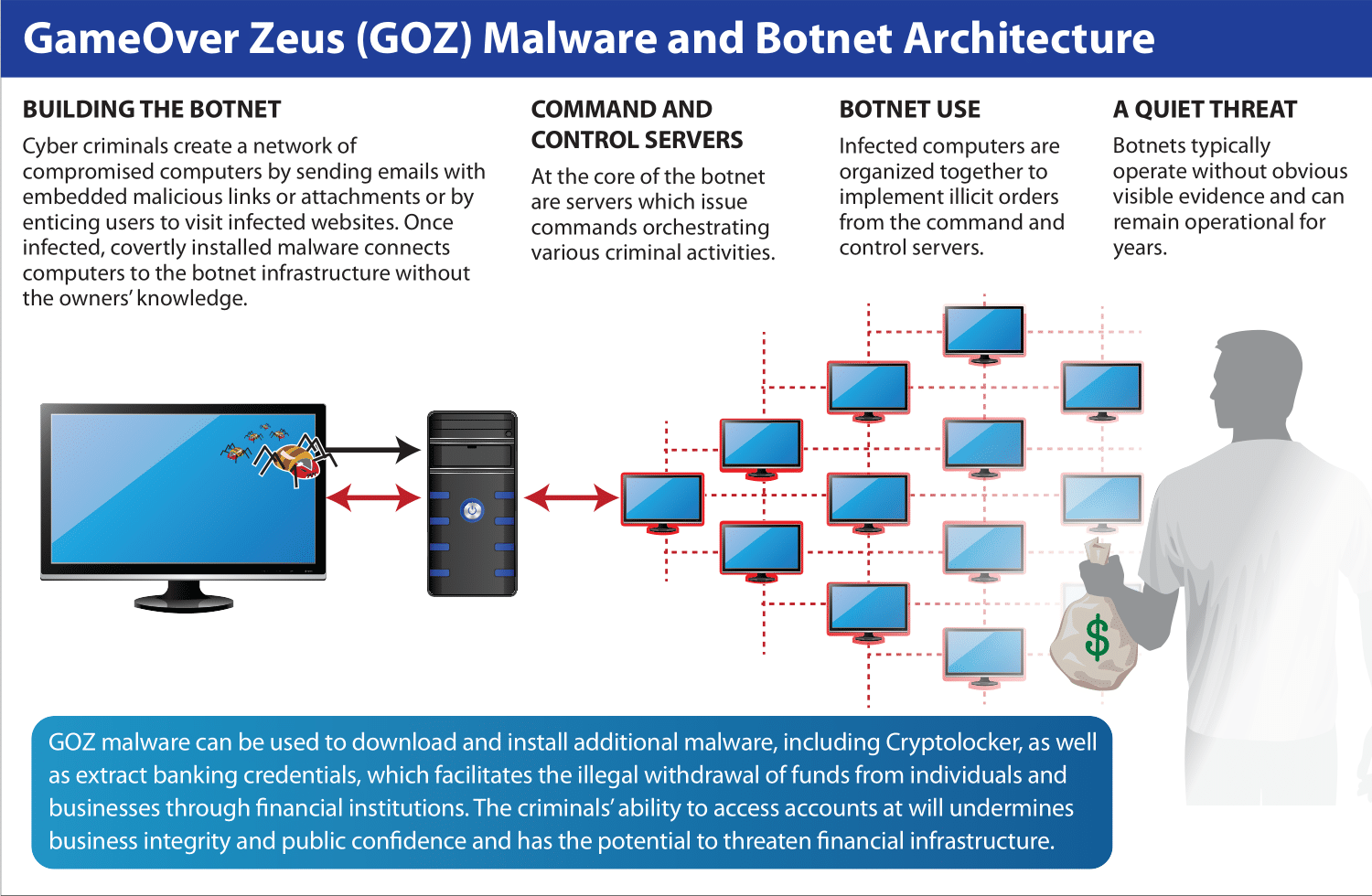
схема работы ботнета Gameover ZeuS

В раннем июне 2014 года Министерство юстиции США сообщило, что с помощью скрытой атаки на ботнет, названной «Операция „Tovar“» удалось временно прервать соединение между вирусом и его контрольными серверами. Это являлось попыткой освободить компьютеры, заражённые Gameover ZeuS.

## Розыск Евгения Михайловича Богачёва
Евгений Михайлович Богачёв на данный момент является чуть ли не главным врагом ФБР в сфере киберпреступности, которое объявило вознаграждение в размере 3 млн долларов за любую информацию о Богачёве. Это одно из самых больших вознаграждений в этой сфере.